# Aqsu (Alma Ata)
Aqsu (Ақсу en kazajo) es una localidad kazaja localizada en la provincia de Jetisu a 25 km al norte de Zhansugirov, la capital del distrito de Aqsu.
De acuerdo con el censo de 2009 su población era de 892 habitantes, de los cuales: 490 son hombres y 402 mujeres.